# Specktors
Specktors er en dansk hiphopgruppe fra Dragør. Gruppen blev dannet i 2008 af Sluzh, Jonas For Fa'en, Wanr og Anders “Drysset” Drøidal. Drøidal trådte senere ud som aktivt medlem.     
Nummeret "Hellerup Ansigt // Amar Røv" blev allerede i efteråret 2008 spillet af DJ Kjeld Tolstrup i P3-programmet Unga Bunga. 
Specktors fik i 2009 en pladekontrakt med Music For Dreams. Dette udmøntede sig i albummet Shanksville, som udkom 9. september 2009. Debutalbummet blev bl.a. gæstet af navne som MagerMayn, Pato Siebenhaar, MC Ena (Fagget Fairys) og Jokeren.
Gruppen blev nomineret til P3 Talentet ved P3 Guld] i 2009.
Specktors har lavet en del mixtapes, og i juni 2012 udkom deres andet album Kadavermarch. Den første single "Lågsus", hvor Medina medvirkede, blev et stort hit.[kilde mangler]
Specktors har optrådt på Roskilde Festivalen både i 2011 og 2012.
Den 19. marts 2014 meddelte Specktors via deres Facebookside at, at Jon (kendt som Sluzh) nu ikke længere er en del af gruppen. 

## Diskografi

### Albums
- Shanksville (2009)
- Vi ved at du ved det (2011)
- Kadavermarch (2012)
- 4 life (2020)
- Hård Stil (2021)

### EP'er
- StjælDyrtLøbStærkt (2013)

### Singler
- "Hellerup Ansigt // Amar Røv" (2009)
- "Broerne Brænder" (2010)
- "Længe Leve De Døde" (2010)
- "Lågsus" (2012)
- "Bunden Op" (2012)
- "Lågsus" (feat. Medina) (2012)
- "Slædemusik" (feat. Silas Bjerregaard) (2012)
- "Kender Rigtig Mange // Høj Femmer" (2012)
- "Yndlingssang" (2013)
- ''Unz Unz'' (feat. Nonsens) (2019)
- "Gutterne" (2020)

### Featured
- "Ejer Det" (Kato feat. Specktors & Djämes Braun)